# Universidad de Abertay
La Universidad de Abertay (en gaélico escocés: Oilthigh Obar Thatha [ˈɔlhɪj ˈopəɾ ˈha.ə]), anteriormente conocida como la Universidad de Abertay Dundee, es una universidad pública en la ciudad de Dundee, Escocia. En 1872, Sir David Baxter, primer baronet de Kilmaron, dejó un legado para el establecimiento de un instituto de mecánica en Dundee y el Instituto de Tecnología de Dundee se formó en 1888. Ya en 1902 fue reconocido por el Departamento de Educación Escocés como un centro educativo, y fue uno de los primeros en ser designado una institución central, similar a una "universidad industrial". Abertay obtuvo el estatus de universidad en 1994.
Abertay lanzó la primera licenciatura en juegos de computadora del mundo en 1997 y en 2017 celebró un programa de eventos conmemorando 20 Años de Juegos. Abertay también fue la primera en ofrecer una licenciatura en Hacking Ético, comenzando en 2006.
Abertay es una universidad pequeña que recibe la mayor parte de su financiamiento para la enseñanza en lugar de la investigación. Sin embargo, según los resultados del Marco de Excelencia en Investigación 2014 (REF2014) publicados el 18 de diciembre de 2014, Abertay fue la universidad moderna con el rango más alto en Escocia en términos de 'intensidad de investigación'. La universidad presentó una proporción mayor de personal en REF2014 en comparación con RAE2008 y logró un puntaje promedio de 2.15, lo que en términos de REF significa 'calidad reconocida internacionalmente en términos de originalidad, significancia y rigor'. Esto fue una mejora con respecto al puntaje promedio de 1.83, 'reconocimiento nacional', logrado en RAE2008.
El Marco de Excelencia en Investigación 2021 (REF2021) se publicó el 12 de mayo de 2022 y Abertay registró un aumento del 23% en investigación que es 'excelente internacionalmente' o 'líder mundial' desde el último REF en 2014. Hubo un rendimiento particularmente fuerte en las áreas de Arte & Diseño (cubriendo trabajos en juegos digitales), Ingeniería (incluyendo trabajos en ciberseguridad, informática e ingeniería ambiental) y Ciencia de los Alimentos, que respectivamente tuvieron 83%, 73% y 65% de la investigación calificada como 'excelente internacionalmente' o 'líder mundial'.
Abertay fue la primera universidad en el mundo en ofrecer una licenciatura en "juegos de computadora" en 1997. En 2009 estableció el primer Centro de Excelencia en Educación de Juegos de Computadora del Reino Unido y un programa de apoyo empresarial. Abertay imparte cinco de los 25 cursos de grado interactivos y de juegos acreditados en el Reino Unido por Creative Skillset, el cuerpo de habilidades de la industria para el sector creativo, más que cualquier otra institución.